# شتيفان ويلهلم
شتيفان ويلهلم (بالألمانية: Stephan Wilhelm)‏ هو لاعب هوكي الجليد ألماني، ولد في 12 يوليو 1983 في غارميش-بارتنكيرشن في ألمانيا.

## وصلات خارجية
- شتيفان ويلهلم على موقع EliteProspects.com (الإنجليزية)
- شتيفان ويلهلم على موقع Eurohockey.com (الإنجليزية)
- شتيفان ويلهلم على موقع HockeyDB.com (الإنجليزية)